# Bikeman
Bikeman war ein Motu des Atolls Tarawa in den Gilbertinseln der Republik Kiribati.

## Geographie

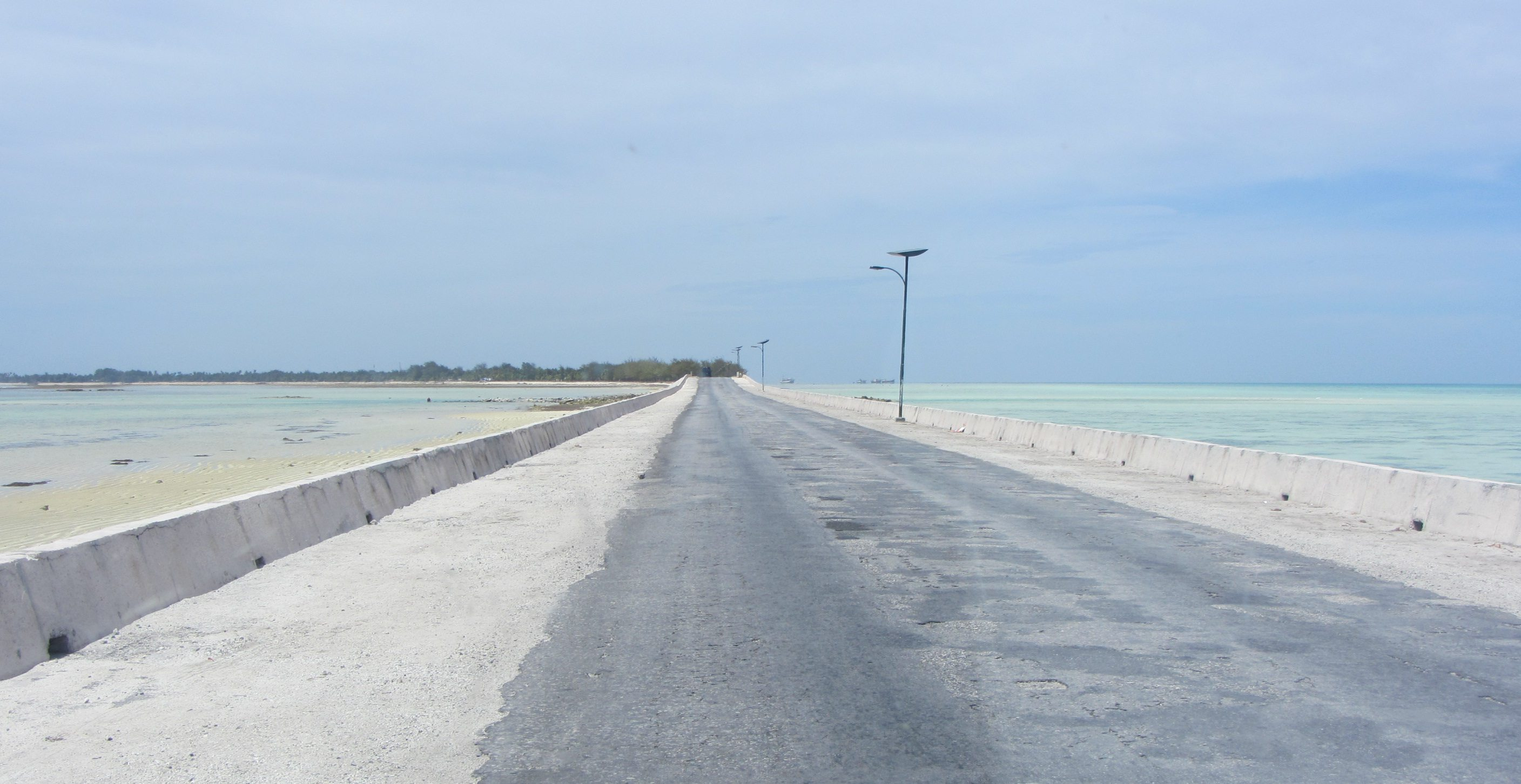
Nippon Causeway, zwischen Bairiki und Betio.

Bikeman versank infolge Strömungsänderungen in den 1990er Jahren im Meer, nachdem zwischen den Inseln Betio und Bairiki, südlich der einstigen Insel, ein Damm errichtet worden war.